# مورالزارزال
مورالزارزال (بالإنجليزية: Moralzarzal)‏ هي بلدية ومدينة في منطقة الحكم الذاتي وتقع في منطقة مدريد في وسط إسبانيا. تبلغ مساحة هذه المدينة 42.6 (كم²)، ويبلغ عدد سكانها 11318 نسمة حسب إحصاء سنة 2008 م.

## وصلات خارجية
- الموقع الرسمي